# Oriol
Oriol (în rusă Орёл, în traducere „vultur”) este capitala regiunii Oriol în Rusia Centrală. Orașul are 324.000 de locuitori și se află se află pe malul râului Oka la ca. 350 km sud-vest de Moscova.

## Istoric
Orașul în anul 1556 a fost întemeiat ca fortăreață la granița de sud vest a Moscovei. În anul 1611 a fost de Polonia distrus și reclădit. Prin extinderea Imperiului Rus, fortăreața își pierde importanța strategică, devenind un centru grânar al regiunii. Prin secolul al XIX-lea orașul este legat la rețeaua de cale ferată și orașul devine un centru de alimentare cu cereale a Moscovei.

## Industrie
A urmat un proces de industrializare al orașului în perioada comunistă. Între anii 1942-1943 Oriol devine teatru al evenimentelor din timpul celui de-al Doilea Război Mondial. La data de 5 august 1943 orașul este recucerit de armata roșie. În anii următori de după război aici se va dezvolta industria metalurgică cu ramurile oțelăriei și mecanici fine.

## Instituții

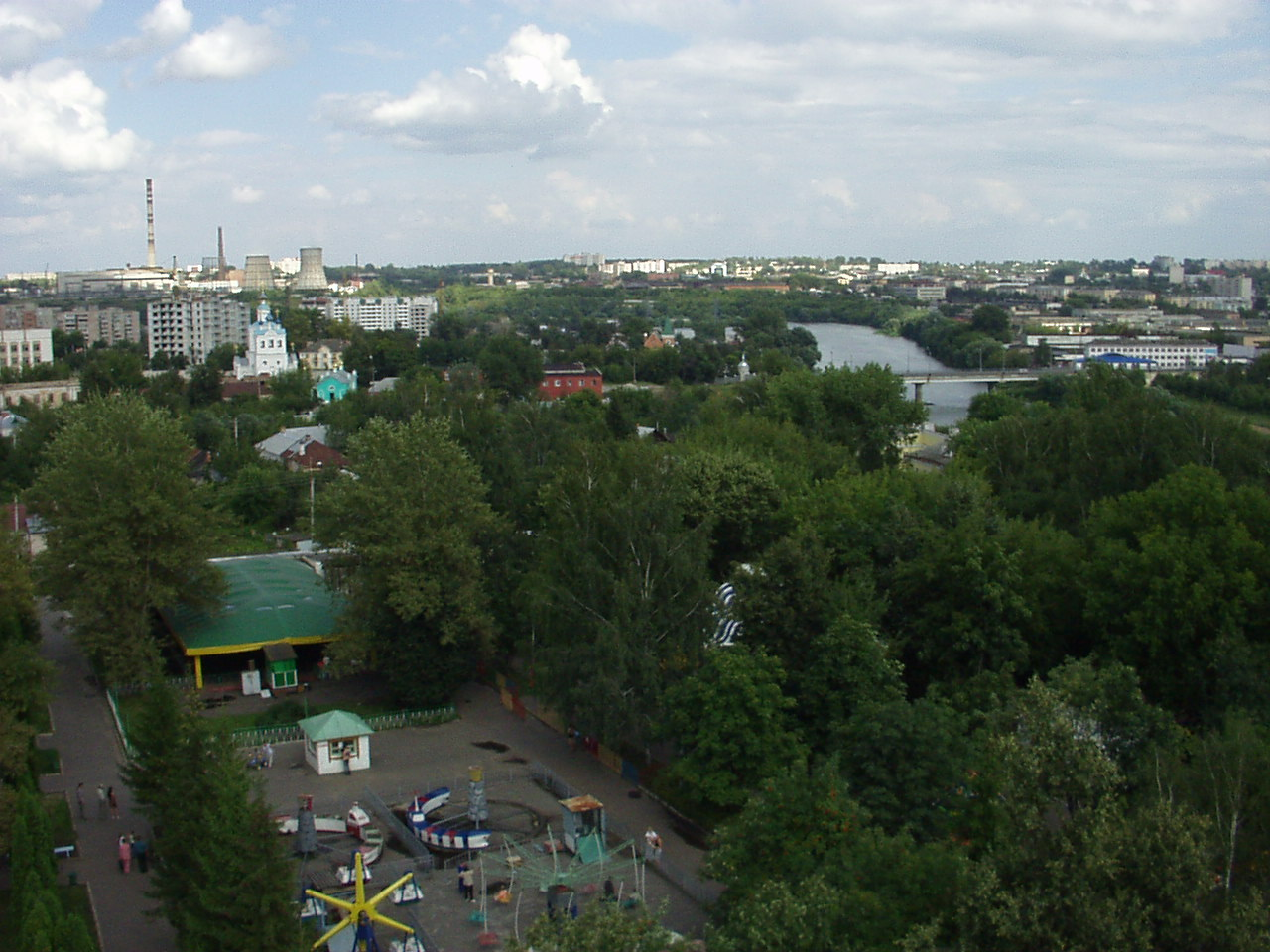
Panorama orașului

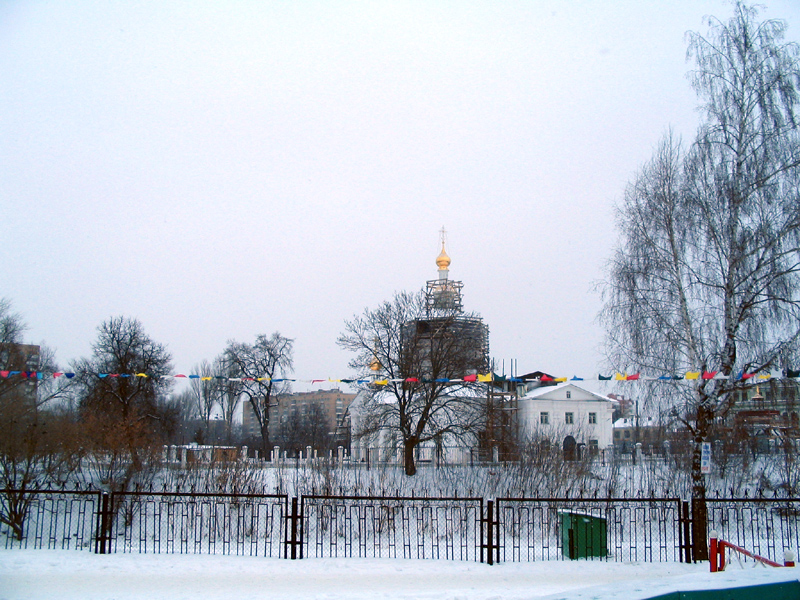
Oriol iarna

- Facultatea rusă de economie financiară
- Institutul de comerț
- Institutul Juridic de drept și al ministerului de interne
- Institutul Militar
- Academia Regională Oriol
- Academia pentru Agricultură
- Universitatea Tehnică de Stat
- Institutul de arte și cultură

## Personalități din oraș
- Ivan Sergheievici Turgheniev (1818 - 1883), scriitor;
- Nikolai Leskov (1831 - 1895), scriitor;
- Nadejda Andreevna Udalzov  (1886 - 1961), pictor;
- Mihail Mihailovici Bahtin (1895 - 1975), filozof;
- Nikolai S. Akulov (1900 - 1976), fizician;
- Denis Nikolaievici Menșov, ciclist
- Antoine Pevsner, pictor, sculptor
- Nikolai Nikolaievici Bordiuja⁠(d) (n. 1949), politician, diplomat;
- Ivan Aleksandrovici Fomin, arhitect
- Serghei Viaceslavovici Kiriakov⁠(d) (n. 1970, fotbalist;
- Denis Nikolaievici Boizov, boxer.

## Împărțirea administrativă
| Cartier ( Raion Gorodskoi) | Numele rusesc   | Locuitori 1 ianuarie 2006 | Observații                                |
| -------------------------- | --------------- | ------------------------- | ----------------------------------------- |
| Zavodskoi                  | Заводской       | 105.368                   | Nume după uzina Sawod                     |
| Jeleznodorojnîi            | Железнодорожный | 69.052                    | Nume după Jeleznaia Doroga (Calea feratä) |
| Severnîi                   | Северный        | 66.558                    | Numele înseamnă Raionul de Nord           |
| Sovetski                   | Советский       | 84.967                    | Numele înseamnă Raionul sovietic          |